# Курило, Кирилл Павлович
Кури́ло Кирилл Павлович (родился 18 марта 1924, Русановка, УССР — умер 3 апреля 1990, Львов, УССР) — украинский художник-живописец. Член Союза художников Украины с 1977 года. Участник Второй мировой войны.
В 1954 году окончил Львовский институт прикладного и декоративного искусства (ныне Львовская национальная академия искусств). С 1955 года — участник республиканских и всесоюзных художественных выставок. Автор пейзажей, портретов и тематических картин в реалистическом стиле и соцреализме.